# Natatolana rossi
Natatolana rossi is een pissebed uit de familie Cirolanidae. De wetenschappelijke naam van de soort is voor het eerst geldig gepubliceerd in 1876 door Edward John Miers.